# ディラン・バンディ
ディラン・マシュー・バンディ（Dylan Matthew Bundy, 1992年11月15日 - ）は、アメリカ合衆国オクラホマ州オワッソ出身の元プロ野球選手（投手）。右投両打。
3学年上の兄のボビーはかつてボルチモア・オリオールズ傘下に所属した投手である。

## 経歴

### プロ入り前
オワッソ高等学校最終学年時には投手として11勝0敗、防御率0.25、71イニングで158奪三振、三塁手として打率.467、11本塁打、54打点を記録。ゲータレード年間最優秀選手、「ベースボール・アメリカ」誌の年間最優秀高校生、「USAトゥデイ」紙の年間最優秀選手といった主要アワードを次々と受賞した
。

### プロ入りとオリオールズ時代
2011年のMLBドラフトにおいて、全米No.1高校生としてボルチモア・オリオールズから1巡目（全体4位）で指名を受けた。同年8月15日の交渉期限10分前に契約金400万ドルを含む総額622万5000ドルのメジャー契約で入団に合意した
2012年、傘下のA級デルマーバ・ショアバーズでプロデビューし、8試合30イニングで自責点0という完璧な成績を残した。A+級フレデリック・キーズでも12試合で6勝3敗、防御率2.84と活躍し、7月にはオールスター・フューチャーズゲームに出場。8月14日にはAA級ボウイ・ベイソックスへ昇格し、9月23日のボストン・レッドソックス戦で、19歳でのメジャーデビューを果たした。10代でのメジャーデビューはオリオールズの投手としては1967年のマイク・アダムソン以来45年ぶりであった。
2013年は40人枠に入ったまま、マイナー・オプションでAA級ボウイに所属したが4月4日に故障者リストに入り、6月27日にトミー・ジョン手術を受け、シーズンを全休した。
2014年も40人枠に入ったまま、マイナー・オプションで3月14日にAA級ボウイへ異動した。7月3日にA+級フレデリックに異動したが右広背筋痛で故障者リストに入り、シーズン中の登板はなかった。
2015年も右肩の石灰沈着性腱炎でシーズンを棒に振った。8月26日、オリオールズはハンター・ハービーと共に9月から教育リーグで登板すると発表した。
2016年は4シーズンぶりにメジャーでの登板を果たした。シーズン前半はロングリリーフとして22試合に登板し、シーズン後半は先発で14試合に登板して、メジャー復帰1シーズン目で2桁勝利となる10勝6敗、防御率4.02、WHIP1.38、奪三振率8.5という成績を残した。
2017年は先発28試合と先発ローテーションに定着し、初めて規定投球回に到達。防御率4.24ながらチームトップの13勝を記録した。
2018年は自身初めて開幕投手を務めた。この年は8勝こそ記録したものの、リーグ最多の16敗、防御率5.45という成績に終わった。

### エンゼルス時代
2019年12月4日にアイザック・マットソン、ザック・ピーク、カイル・ブラディッシュ、カイル・ブルノビッチとのトレードで、ロサンゼルス・エンゼルスへ移籍した。
2020年7月25日のオークランド・アスレチックス戦でエンゼルスの選手として初登板し、6.2回を投げ、7奪三振、1失点だった。8月6日のシアトル・マリナーズ戦では被安打4、10奪三振、1失点で、自身3度目となる完投を記録した。年間トータルでは、65.2回を投げ、6勝3敗、防御率3.29、72奪三振を記録した。オフに発表されたサイ・ヤング賞投票では9位だった。
2021年4月1日のホワイトソックスとの開幕戦で3年ぶり2度目、エンゼルス移籍後初の開幕投手を務めた。6月まで先発を務めていたが14試合で1勝7敗、防御率6.78と大不調でブルペンに回った。6月28日のニューヨーク・ヤンキース戦では1.2回を投げた後熱中症の影響でマウンド上で嘔吐し交代した。オフの11月3日にFAとなった。

### ツインズ時代
2021年12月1日にミネソタ・ツインズと400万ドルの1年契約を結んだ。2023年はチームオプションとなり、バイアウトの際は100万ドルが支払われる。
2022年オフにチームオプションを破棄され、FAとなった。

### メッツ傘下時代
2023年3月25日にニューヨーク・メッツとマイナー契約を結んだ。AAA級シラキュース・メッツで6試合に先発登板したが、25回を投げて自責点28（防御率10.08）、21奪三振と不振に陥った。7月24日に放出された。この年限りで現役を引退した。

### 現役引退後
2024年より、故郷のオクラホマ州の不動産会社に勤務している。

## 選手としての特徴
MLBでは、最速97.9mph（約157.6km/h）・平均91.1mph（約146.6km/h）のフォーシームとシンカー、平均83.4mph（約134.2km/h）のチェンジアップ、平均74.8mph（約120.3km/h）のカーブ、平均81.1mph（約130.5km/h）のスライダーを使用する。
将来のエース候補として期待された速球派右腕で、高校時代には最速100mph（約160.9km/h）を記録している。その他の球種ではカーブの評価が高く、チェンジアップも平均以上の質を誇る。プロ入り後、肘の故障から球速が落ちており、メジャーデビュー当時は平均93.7mph（約150.7km/h）だったが、2022年には平均89.0mph（約143.2km/h）となっている。

## 詳細情報

### 年度別投手成績
| 年 度    | 球 団    | 登 板 | 先 発 | 完 投 | 完 封 | 無 四 球 | 勝 利 | 敗 戦 | セ 丨 ブ | ホ 丨 ル ド | 勝 率 | 打 者 | 投 球 回 | 被 安 打 | 被 本 塁 打 | 与 四 球 | 敬 遠 | 与 死 球 | 奪 三 振 | 暴 投 | ボ 丨 ク | 失 点 | 自 責 点 | 防 御 率 | W H I P |
| -------- | -------- | ----- | ----- | ----- | ----- | -------- | ----- | ----- | -------- | ----------- | ----- | ----- | -------- | -------- | ----------- | -------- | ----- | -------- | -------- | ----- | -------- | ----- | -------- | -------- | ------- |
| 2012     | BAL      | 2     | 0     | 0     | 0     | 0        | 0     | 0     | 0        | 0           | ----  | 6     | 1.2      | 1        | 0           | 1        | 0     | 0        | 0        | 0     | 0        | 0     | 0        | 0.00     | 1.20    |
| 2016     | BAL      | 36    | 14    | 0     | 0     | 0        | 10    | 6     | 0        | 3           | .625  | 474   | 109.2    | 109      | 18          | 42       | 4     | 6        | 104      | 0     | 0        | 52    | 49       | 4.02     | 1.38    |
| 2017     | BAL      | 28    | 28    | 1     | 1     | 0        | 13    | 9     | 0        | 0           | .591  | 698   | 169.2    | 152      | 26          | 51       | 0     | 7        | 152      | 0     | 0        | 82    | 80       | 4.24     | 1.20    |
| 2018     | BAL      | 31    | 31    | 1     | 0     | 0        | 8     | 16    | 0        | 0           | .333  | 750   | 171.2    | 188      | 41          | 54       | 1     | 6        | 184      | 6     | 1        | 116   | 104      | 5.45     | 1.41    |
| 2019     | BAL      | 30    | 30    | 0     | 0     | 0        | 7     | 14    | 0        | 0           | .333  | 700   | 161.2    | 161      | 29          | 58       | 0     | 6        | 162      | 7     | 1        | 95    | 86       | 4.79     | 1.35    |
| 2020     | LAA      | 11    | 11    | 1     | 0     | 1        | 6     | 3     | 0        | 0           | .667  | 267   | 65.2     | 51       | 5           | 17       | 1     | 4        | 72       | 2     | 0        | 27    | 24       | 3.29     | 1.04    |
| 2021     | LAA      | 23    | 19    | 0     | 0     | 0        | 2     | 9     | 0        | 0           | .182  | 397   | 90.2     | 89       | 20          | 34       | 0     | 6        | 84       | 1     | 0        | 64    | 61       | 6.06     | 1.36    |
| 2022     | MIN      | 29    | 29    | 0     | 0     | 0        | 8     | 8     | 0        | 0           | .500  | 595   | 140.0    | 151      | 24          | 28       | 0     | 3        | 94       | 3     | 0        | 79    | 76       | 4.89     | 1.28    |
| MLB：8年 | MLB：8年 | 190   | 162   | 3     | 1     | 1        | 54    | 65    | 0        | 3           | .454  | 3887  | 910.2    | 902      | 163         | 285      | 6     | 38       | 852      | 19    | 2        | 515   | 480      | 4.74     | 1.30    |

- 各年度の太字はリーグ最高

### 年度別守備成績
| 年 度 | 球 団 | 投手（P） | 投手（P） | 投手（P） | 投手（P） | 投手（P） | 投手（P） |
| 年 度 | 球 団 | 試 合     | 刺 殺     | 補 殺     | 失 策     | 併 殺     | 守 備 率  |
| ----- | ----- | --------- | --------- | --------- | --------- | --------- | --------- |
| 2012  | BAL   | 2         | 0         | 0         | 0         | 0         | ----      |
| 2016  | BAL   | 36        | 4         | 8         | 1         | 0         | .923      |
| 2017  | BAL   | 28        | 5         | 12        | 1         | 3         | .944      |
| 2018  | BAL   | 31        | 9         | 10        | 1         | 2         | .950      |
| 2019  | BAL   | 30        | 10        | 8         | 0         | 1         | 1.000     |
| 2020  | LAA   | 11        | 7         | 6         | 0         | 0         | 1.000     |
| 2021  | LAA   | 23        | 3         | 6         | 0         | 0         | 1.000     |
| 2022  | MIN   | 29        | 4         | 6         | 0         | 0         | 1.000     |
| MLB   | MLB   | 190       | 42        | 56        | 3         | 6         | .970      |

- 各年度の太字はリーグ最高

### 記録
MiLB
- オールスター・フューチャーズゲーム選出：1回（2012年）

### 背番号
- 49（2012年）
- 37（2016年 - 2022年）